# Superliga Española de Hockey Hielo 1993/1994
Sezóna 1993/1994 byla 20. sezonou Španělské ligy ledního hokeje. Vítězem se stal CH Jaca.

## Konečná tabulka
| Poř | Tým                | Z  | V  | R | P  | Skóre  | +/-  | B  |
| --- | ------------------ | -- | -- | - | -- | ------ | ---- | -- |
| 1   | CH Jaca            | 16 | 13 | 1 | 2  | 164:49 | +115 | 27 |
| 2   | CHH Txuri-Urdin    | 16 | 12 | 1 | 3  | 149:58 | +91  | 25 |
| 3   | Club Gel Puigcerdà | 16 | 10 | 0 | 6  | 111:58 | +53  | 20 |
| 4   | FC Barcelona       | 16 | 4  | 0 | 12 | 63:106 | -43  | 8  |
| 5   | AD Roller Gasteiz  | 16 | 0  | 0 | 16 | 25:241 | -216 | 0  |